# Karlukische Sprachen
Die karlukischen Sprachen oder südosttürkischen Sprachen sind ein Zweig der Turksprachen. Sie umfassen heute das Westkarlukische und das Ostkarlukische mit insgesamt etwa 35 Millionen Muttersprachlern. Die tschagataische Literatursprache, belegt ab dem 15. Jahrhundert, beruht auf karlukischer Grundlage – zusätzlich hat sie allerdings viel Vokabular aus dem Persischen aufgenommen – und kann als unmittelbarer Vorläufer der modernen karlukischen Sprachen angesehen werden.
Heutige karlukische Sprachen und ihre Dialekte sind:
- Westkarlukisch
  - Usbekisch und dessen Dialekte. Das sogenannte Oghus-Usbekische stellt einen Übergangsdialekt ins Turkmenische dar. Eine ähnliche Funktion hat im Usbekischen das Kyptschak-Usbekische, das einen Übergang ins Kasachische darstellt.

- Ostkarlukisch
  - Uigurisch und weitere „Ost-Turki“-Dialekte in Kaschgar, Yarkant, Hotan, Keriya, Qarqan, Aksu, Kuqa, Turpan uvm.[1] (worunter auch Äynu und Ili Turki (auch Ili-Uigurisch oder Taranchi)[2] fallen)

Yugur und Salarisch werden heute zwar teilweise zu den südosttürkischen oder karlukischen Sprachen gezählt, sind aber Abkömmlinge anderer geographischer Zweige der Turksprachen. Yugur ist wahrscheinlich eine nordöstliche (sibirische) Turksprache, Salarisch entstammt dem oghusischen Zweig.
Das Altuigurische zählt ebenfalls zum nordöstlichen oder sibirischen Zweig (es ist eine Frühform des West-Yugurischen oder nahe mit ihm verwandt), ist also kein direkter Vorläufer des sogenannten modernen Uigurischen.
| Sprache   | Sprecherzahl | hauptsächlich verbreitet in folgenden Ländern (mit Sprecherzahlen) |
| Usbekisch | 24 Mio.      | Usbekistan 20 Mio., Afghanistan 1,5 Mio., Tadschikistan 1 Mio., Kirgisistan 750.000, Kasachstan 400.000, Turkmenistan 300.000, VR China (Autonomes Gebiet Xinjiang) 2.500 (von ca. 12.400 Usbeken) |
| Uigurisch | 8 Mio.       | VR China (Autonomes Gebiet Xinjiang) 7,2 Mio., Kirgisistan 500.000, Kasachstan 300.000, Usbekistan                                                                                                 |
| Yugur     | 5.000        | VR China (Provinz Gansu) |
| Äynu      | 7.000        | VR China (Autonomes Gebiet Xinjiang) |
| Ili Turki | 120          | VR China (Autonomer Bezirk Ili im Autonomen Gebiet Xinjiang) |